# The Pack is Back
The Pack is Back är den brittiska heavy metal-gruppen Ravens femte studioalbum. För att än en gång försöka slå sig in på en amerikansk marknad så gick de över till ett mer poppigt glam metal-sound.

## Låtlista
Alla låtar skrivna av Gallagher och Hunter om inget annat anges.
1. "The Pack Is Back" – 3:43
2. "Gimme Some Lovin'" (Spencer Davis/Steve Winwood/Muff Winwood) (The Spencer Davis Group cover) – 3:14
3. "Screamin' Down the House" – 4:00
4. "Young Blood" – 3:24
5. "Hyperactive" – 3:41
6. "Rock Dogs" – 4:00
7. "Don't Let It Die" – 3:47
8. "Get Into Your Car and Drive" – 3:54
9. "All I Need" – 3:34
10. "Nightmare Ride" – 3:38